# الغواصة (كتاب)
الغواصة: جولة إرشادية داخل سفينة حربية نووية (بالإنجليزية: Submarine: A Guided Tour Inside a Nuclear Warship
) هو كتاب غير أدبي للمؤلف توم كلانسي بالاشتراك مع محلل أنظمة الدفاع جون د. غريشهام، وصدر في 1 نوفمبر 1993.

## الموضوع
وهو أول كتاب في سلسلة الكتب الواقعية لتوم كلانسي التي تعتبر ككتب إرشادية؛ والتي تستكشف العديد من الجوانب المختلفة للجيش الأمريكي. ويستعرض بشكل خاص الأعمال الداخلية لغواصتين هما «يو إس إس ميامي» USS Miami و«إتش إم إس تريومف» HMS Triumph.
تحتوي بعض إصدارات الكتاب على قسم للصور في المنتصف؛ وبعضها به فصل خاص عن غواصات من فئة «سيوولف» Seawolf و «فرجينيا» Virginia. ويحتوي الفصل المعنون «غواصات الشعوب الأخرى» على التاريخ والمعلومات الأخرى الخاصة بالغواصات في البلدان الأخرى. كتب المقدمة في طبعة «بنجوين» دار بنجوين للنشر نائب الأدميرال روجر بيكون. تتضمن نسخة من هذا الكتاب أيضًا رسومًا بيانية لغواصات مختلفة.